# Старий Завідув
Старий Завідув (пол. Stary Zawidów, нім. Alt Seidenberg) — село в Польщі, у гміні Сулікув Зґожелецького повіту Нижньосілезького воєводства.
Населення — 428 осіб (2011).
У 1975-1998 роках село належало до Єленьоґурського воєводства.

## Демографія
Демографічна структура станом на 31 березня 2011 року:
|          | Загалом | Допрацездатний вік | Працездатний вік | Постпрацездатний вік |
| -------- | ------- | ------------------ | ---------------- | -------------------- |
| Чоловіки | 206     | 40                 | 151              | 15                   |
| Жінки    | 222     | 46                 | 135              | 41                   |
| Разом    | 428     | 86                 | 286              | 56                   |